# Pierre Charron
Pierre Charron (født 1541, død 16. november 1603) var en fransk teolog og filosof.
Charron var oprindeligt jurist, dernæst præst, og levede mest i Bordeaux, hvor han plejede venskab med Michel de Montaigne, og vakte megen opsigt ved sine skrifter, især De trois vérités (1595), der er en apologi for den katolske kirke, polemisk imod rotestanterne, og Réfutation des hérétiques (1600), der udfører polemikken videre.
Størst betydning fik dog hans Traité de la sagesse (1596), gennemtrængt af oprigtig sandhedskærlighed, men i sin filosofiske naturalisme alt andet end ortodoks og derfor ilde set af kirken.